# Gedenkstein für die Opfer des Faschismus (Weimar)

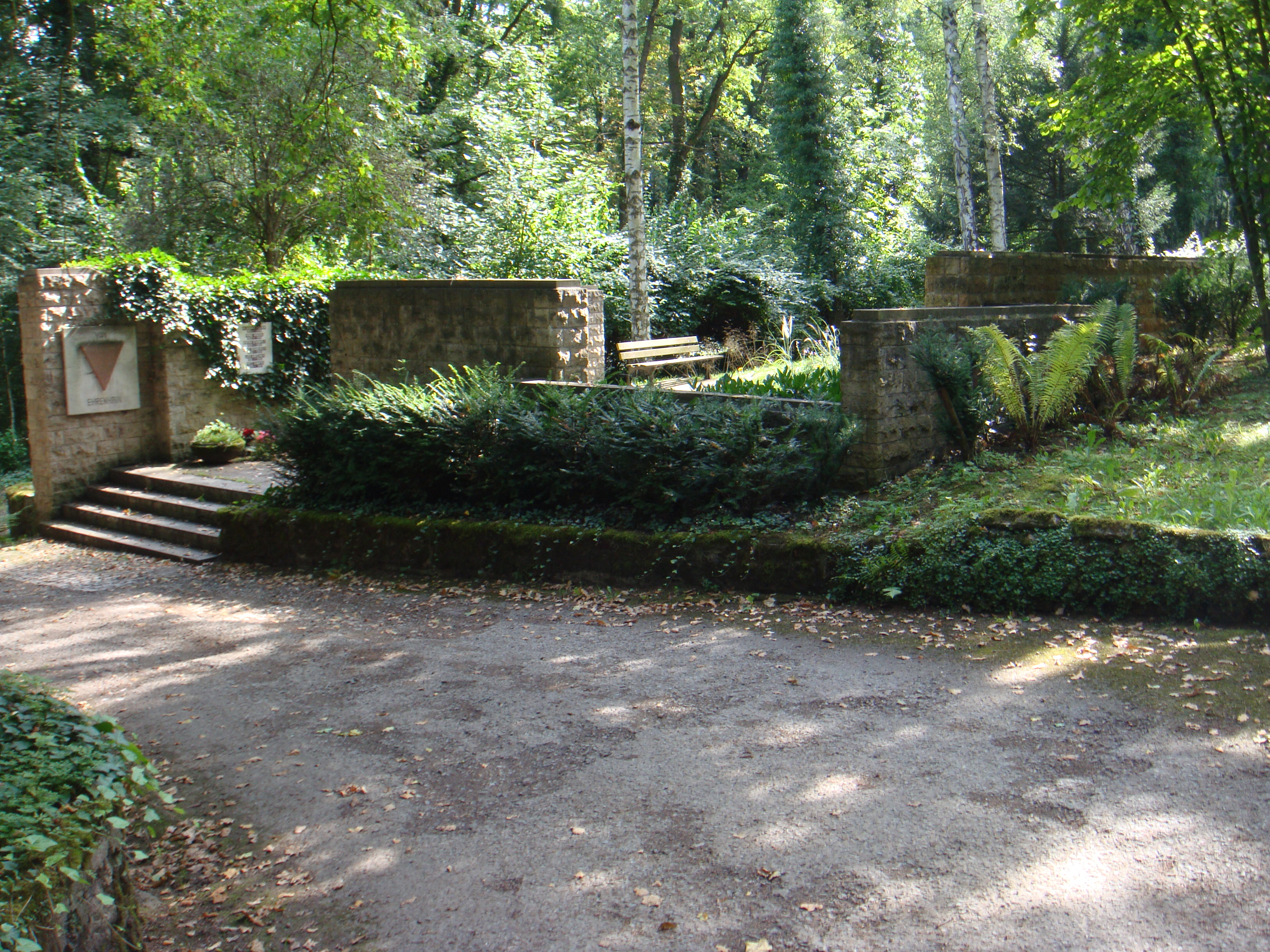
Gesamtansicht des VdN-Ehrenhains

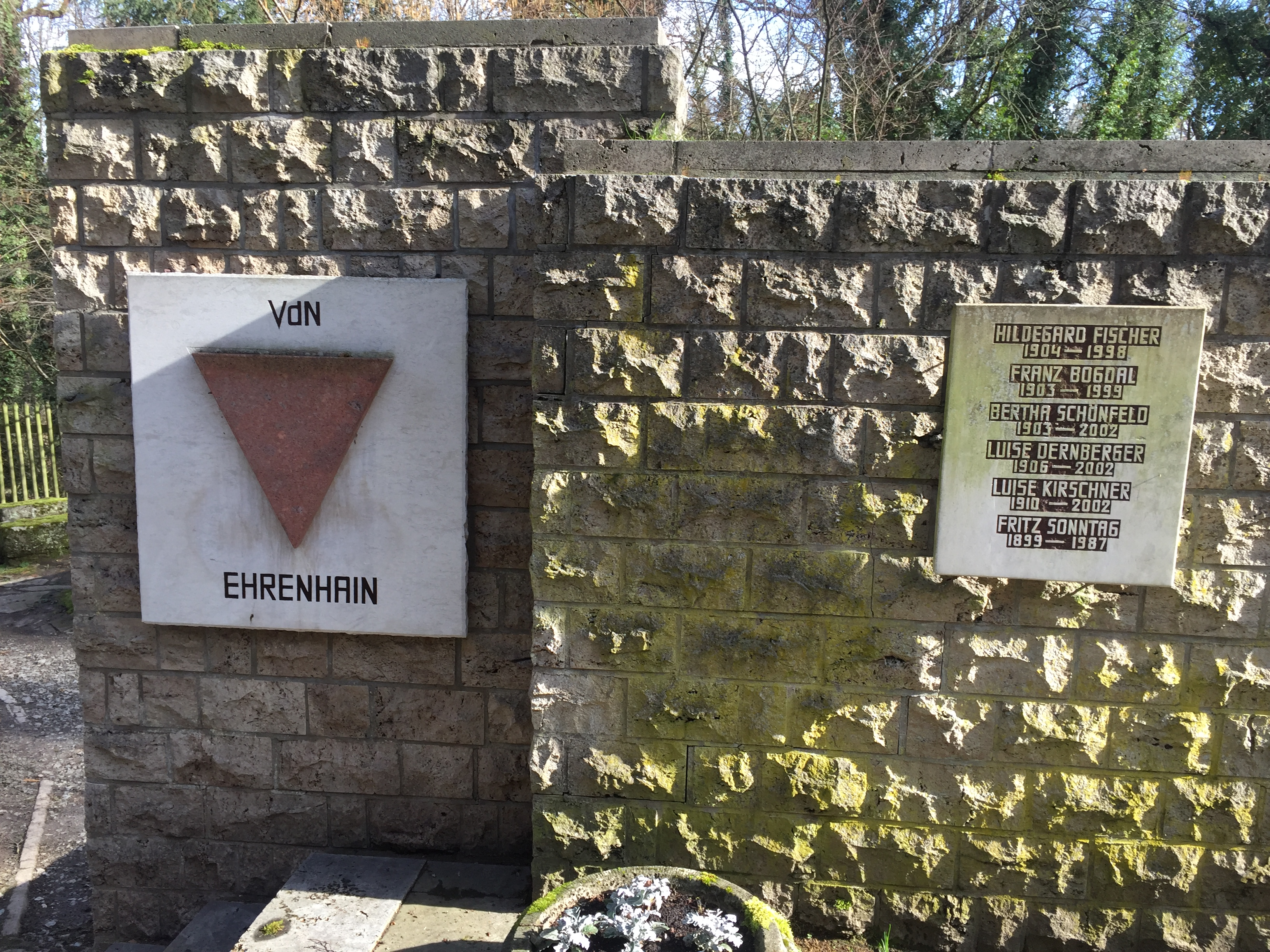
Detailansicht

Der Gedenkstein für die Opfer des Faschismus befindet sich unweit des Krematoriums auf dem Weimarer Hauptfriedhof. 
Der Gedenkstein für die Verfolgten des Naziregimes (VdN) wurde am 12. Dezember 1948 eingeweiht. In den Jahren 1961, 1976 und 1989 wurde diese Anlage nach den Entwürfen des Gartenarchitekten Hans-Otto Sachs erweitert bzw. umgestaltet und als Ehrenhain angelegt. Bereits am 28. August 1946 wurden hier Urnen beigesetzt, die am 5. April 1945 durch die Gestapo im Webicht ermordet wurden. Der Gedenkstein wurde bei einem Gemeinschaftsgrab von 114 unbekannten Häftlingen des KZ Buchenwald  und für die nach 1945 gestorbenen antifaschistischen Widerstandskämpfer ein Ehrenhain angelegt. Daran erinnert die Inschrift: HUNDERTVIERZEHN/UNBEKANNTE/OPFER.
Der Gedenkstein ist dreigliedrig. Der unterste Abschnitt ist ein 1 Kubikmeter großer Quader mit der Widmung: UNSTERBLICHE OPFER IHR SANKET DAHIN, auf dem eine Kugel mit einem Meter Durchmesser angebracht ist. Darüber befindet sich eine Pyramide aus Rochlitzer Porphyr mit der Spitze nach unten, ähnlich dem Roten Winkel in den damaligen Konzentrationslagern. Der Quader und die Kugel bestehen aus weißpatiniertem Travertin.